# Гаджиев, Шамиль Омарасхабович
Шамиль Омарасхабович Гаджиев (29 мая 1984, Куппа, Левашинский район, Дагестанская АССР, РСФСР, СССР) — российский боксёр, призёр чемпионатов России.

## Спортивная карьера
В 2007 и в 2008 году дважды становился призёром чемпионата России, дважды уступив будущему чемпиону Денису Сергееву. В сентябре 2007 года стал победителем международного турнира имени Магомед-Салама Умаханова в Махачкале. В декабре 2008 года в составе сборной России принимал участие в учебно-тренировочном сборе к Кубку мира. В феврале 2009 года стал серебряным призёром международного турнира «Мемориал Иштвана Боская» в Венгрии. В декабре 2009 года стал серебряным призёром Кубка нефтяных стран. В марте 2011 года стал бронзовым призёром чемпионата СКФО. После окончания спортивной карьеры работает тренером-преподавателем в СДЮШОР им. Мавлета Батырова в Хасавюрте.

## Достижения
- Чемпионат России по боксу 2007 — ;
- Чемпионат России по боксу 2008 — ;